# Хиракава
Хиракава (яп. 平川市 Хиракава-си) — город в Японии, находящийся в префектуре Аомори. Площадь города составляет 345,81 км², население — 32 930 человек (1 августа 2014), плотность населения — 95,23 чел./км².

## Географическое положение
Город расположен на острове Хонсю в префектуре Аомори региона Тохоку. С ним граничат города Аомори, Хиросаки, Куроиси, Товада, Одатэ, посёлки Овани, Косака и село Инакадате.

## Население
Население города составляет 32 930 человек (1 августа 2014), а плотность — 95,23 чел./км². Изменение численности населения с 1980 по 2005 годы:
| 1980 | 38 979 чел. |  |
| 1985 | 38 932 чел. |  |
| 1990 | 37 948 чел. |  |
| 1995 | 36 876 чел. |  |
| 2000 | 36 454 чел. |  |
| 2005 | 35 336 чел. |  |

## Символика
Деревом города считается Pinus thunbergii, цветком — цветок яблони, птицей — Cettia diphone.